# Ngân (họ)
Ngân là một họ của người Việt Nam. Những người mang họ này là dân tộc Thái.

## Người Việt Nam họ Ngân có danh tiếng
- Ngân Văn Đại (sinh 1992), nam cầu thủ bóng đá chơi ở vị trí tiền đạo, từng chơi cho Câu lạc bộ bóng đá Hà Nội trong giai đoạn 2018-2021, từng thi đấu cho Đội tuyển Việt Nam tại Cúp châu Á 2019.
- Ngân Thị Vạn Sự (sinh 2001), nữ cầu thủ bóng đá chơi ở vị trí tiền đạo, đang chơi cho Câu lạc bộ bóng đá nữ Hà Nội I và Đội tuyển bóng đá nữ Việt Nam.[1][2]